# Czemioły
Czemioły (biał. Чамялы; ros. Чемелы) – wieś na Białorusi, w obwodzie brzeskim, w rejonie iwacewickim, w sielsowiecie Wólka, nad Szczarą.
Obok wsi znajduje się węzeł dróg magistralnych M1 i rozpoczynającej się tu M11.
W dwudziestoleciu międzywojennym leżały w Polsce, w województwie nowogródzkim, do 22 stycznia 1926 w powiecie słonimskim, w gminie Byteń; następnie w powiecie baranowickim, w gminie Dobromyśl. Po II wojnie światowej w granicach Związku Sowieckiego. Od 1991 w niepodległej Białorusi.